# Fuli (ort)
Fuli är en ort i Kina. Den ligger i provinsen Heilongjiang, i den nordöstra delen av landet, omkring 360 kilometer öster om provinshuvudstaden Harbin.
Runt Fuli är det tätbefolkat, med 343 invånare per kvadratkilometer. Närmaste större samhälle är Shuangyashan, 9,6 km söder om Fuli. Omgivningarna runt Fuli är en mosaik av jordbruksmark och naturlig växtlighet.
Genomsnittlig årsnederbörd är 815 millimeter. Den regnigaste månaden är juli, med i genomsnitt 186 mm nederbörd, och den torraste är januari, med 5 mm nederbörd.